# Hadas Ben Aroya
Hadas Ben Aroya (Israel, 1988) és una guionista, actriu i directora de cinema graduada a la Steve Tisch School de Tel-Aviv.

## Filmografia
- Sex Doll (2013), el seu primer curtmetratge, va guanyar el premi Gold Panda al Festival de Sichuan.
- People That Are Not Me (2016), el seu primer llargmetratge, que també protagonitza, va guanyar el premi Talents 2017 al D'A Film Festival[2][3] així com l'Astor de Oro a la millor pel·lícula internacional a la 31a edició del Festival Internacional de Cinema de Mar del Plata.[4]